# Listă de profeți
- Ageu
- Aron
- Habacuc
- Ilie
- Ioan Botezătorul
- Ioel
- Isaia
- Moise